# Machachus
Machachus là một chi bướm ngày thuộc họ Bướm nâu.